# Christian Vachon
Christian Vachon (29 de diciembre de 1958) es un deportista francés que compitió en judo. Ganó una medalla de plata en el Campeonato Europeo de Judo de 1987 en la categoría abierta.

## Palmarés internacional
| Campeonato Europeo | Campeonato Europeo | Campeonato Europeo | Campeonato Europeo |
| Año                | Lugar              | Medalla            | Categoría          |
| ------------------ | ------------------ | ------------------ | ------------------ |
| 1987               | París (Francia)    | Medalla de plata   | Abierta            |